# Paraclius micropygus
Paraclius micropygus är en tvåvingeart som beskrevs av Octave Parent 1931. Paraclius micropygus ingår i släktet Paraclius och familjen styltflugor.
Artens utbredningsområde är Peru. Inga underarter finns listade i Catalogue of Life.